# 2497 Kulikovskij
2497 Kulikovskij eller 1977 PZ1 är en asteroid i huvudbältet som upptäcktes den 14 augusti 1977 av den rysk-sovjetiske astronomen Nikolaj Tjernych vid Krims astrofysiska observatorium på Krim. Den har fått sitt namn efter astronomen Pjotr Kulikovskij (1910–2003).